# Schmuʾel Tamir

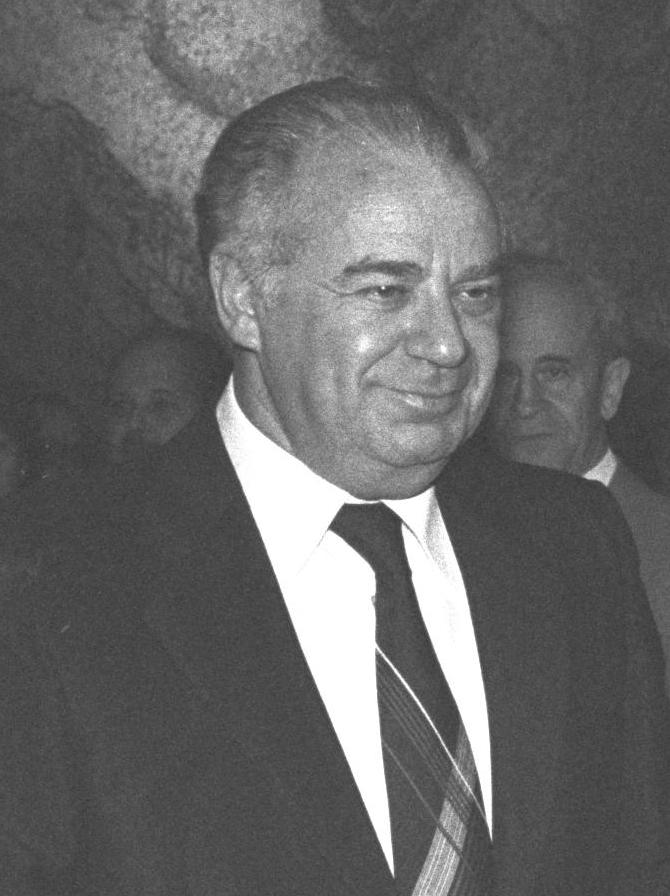
Tamir, 1980

Schmuʾel Tamir (hebräisch שְׁמוּאֵל תָּמִיר, * 10. März 1923 in Jerusalem als Schmuʾel Katznelson; † 29. Juni 1987 in Herzlia) war ein israelischer Politiker und Rechtsanwalt. Er war von 1965 bis 1981 Mitglied der Knesset, Vorsitzender der Partei HaMerkas HaChofschi (Freies Zentrum) und von 1977 bis 1980 Justizminister.

## Biografie
Tamirs Eltern waren aus dem Russischen Reich (heutiges Belarus und Ukraine) nach Palästina immigriert. Sein Vater Reʾuben Katznelson (1890–1977) war Stabsfeldwebel in der Jüdischen Legion unter Joseph Trumpeldor und baute als Führungskraft der Medizinischen Organisation der Hadassah das israelische Gesundheitswesen mit auf. Seine Mutter Batscheva Katznelson (1897–1988) war Mitglied der Knesset für die Allgemeinen Zionisten. Tamirs Tante war die sozialistisch-zionistische Publizistin Rachel Katznelson-Schasar, Ehefrau des israelischen Staatspräsidenten Salman Schasar. Avraham Katznelson (1888–1956), Mapai-Politiker und einer der Unterzeichner der israelischen Unabhängigkeitserklärung, war sein Onkel. 

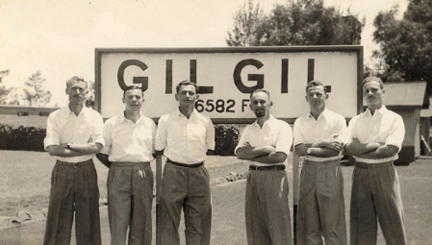
Tamir (2.v.l.) im Internierungslager GilGil um 1945

Schmuʾel Katznelson trat 1938 der Militärorganisation Irgun Zvaʾi Leʾummi bei und begann bald darauf ein Studium der Rechtswissenschaften an der Law School der Hebräischen Universität Jerusalem. Im Februar 1944 war er Stellvertretender Kommandeur der Irgun und deren Geheimdienstchef im Distrikt Jerusalem. In dieser Position war er maßgeblich am Unternehmen vom 26. Februar 1944 beteiligt, das zur Sprengung der Einkommensteuerbehörden der Stadt führte. Im Anschluss daran befand er sich zwischen 1944 und 1946 in Haft der britischen Militärbehörden. Danach wurde er von diesen ins Exil nach Kenia gebracht, wo er die Möglichkeit bekam, sein Jurastudium zu beenden.
Nach der israelischen Unabhängigkeitserklärung am 14. Mai 1948 kehrte er am 12. Juli 1948 aus dem kenianischen Exil nach Israel zurück. Er war neben Menachem Begin einer der Mitgründer der Cherut, die er jedoch 1952 wieder verließ. Danach nahm er den Namen Tamir an. In den 1950er Jahren wurde er zu einem bekannten Anwalt. Er übernahm 1952 die Verteidigung im Prozess gegen Malkiʾel Grünwald wegen Verleumdung Rudolf Kasztners und war auch im Eichmann-Prozess als Anwalt tätig. Im Jahr 1957 gründete er die Partei Neues Regime, der auch der anerkannte Naturwissenschaftler und Religionsphilosoph Jeschajahu Leibowitz beitrat. Dieser verließ die Partei jedoch, als Tamir zunehmend rechtsextreme Ansichten vertrat. Danach trat Tamir 1964 zunächst wieder der Cherut bei. Diese schloss ihn jedoch 1966 aus, nachdem er versucht hatte, den Parteivorsitzenden Begin abzusetzen.
Am 22. November 1965 wurde Tamir über die Liste des Gachal (Bündnis von Cherut und Liberaler Partei) erstmals zum Abgeordneten der Knesset gewählt. Nach seinem Ausschluss aus der Cherut gründete er 1967 zusammen mit Elieser Schostak und Avraham Tiar die Partei Freies Zentrum (HaMerkas HaChofschi), die sich 1973 dem Parteienbündnis Likud unter dem Vorsitz von Begin anschloss. Dabei gelang es ihm auch andere Politiker für die neue Partei zu überzeugen, wie den früheren Knessetabgeordneten Mordechai Olmert, den Vater des späteren Ministerpräsidenten Ehud Olmert. Ehud Olmert selbst wurde bald zu einem seiner engsten Mitarbeiter und Verehrer. Zwischen 1974 und 1977 war Tamir zeitweise Vorsitzender des Wirtschaftsausschusses. Am 21. Januar 1977 verzichtete Tamir auf sein Knessetmandat, trat aber kurz darauf der Tnuʿa Demoqratit leSchinnui (DaSch) bei, auf deren Liste er bei der Wahl am 13. Juni 1977 wieder zum Mitglied der Knesset gewählt wurde. Nach der Zersplitterung der DaSch und der Gründung der Demokratischen Bewegung (Tnuʿa Demoqratit) 1978 behielt er sein Mandat ab 1980 als parteiloses Mitglied.
Am 20. Juni 1977 wurde Tamir von Ministerpräsident Begin zum Justizminister berufen. In seiner Amtszeit begann er einige Gesetzesreformen, u. a. die Reform des Notstandsgesetzes. Das Verhältnis zwischen ihm und Begin wurde jedoch zunehmend feindselig; im Hintergrund stand dabei Tamirs erfolgloser Versuch, in der Mitte der 1960er Jahre Begin als Parteivorsitzenden der Cherut zu stürzen. Darüber hinaus kam es 1980 anlässlich der Veröffentlichung der ersten Memoiren des früheren Ministerpräsidenten Jitzchak Rabin zu Kontroversen, als Tamir in seiner Funktion als Justizminister die Veröffentlichung von Passagen zur Rolle Rabins bei der Einnahme der Städte Lod und Ramla im Palästinakrieg 1948 ablehnte. Dabei führte Tamir aus:
„Die Wahrheit darf nicht aus dem Mund eines direkt Betroffenen kommen, vor allem dann nicht, wenn es sich um eine hochgestellte Persönlichkeit handelt. Denn das zerstört unser Bild von jener Zeit ebenso wie unsere Version über die Flucht der Araber aus eigenem Antrieb beziehungsweise aufgrund der unaufhörlichen Appelle führender arabischer Politiker. Das würde beweisen, daß wir die Schuld für die arabischen Flüchtlinge tragen.“
Zwischen 1983 und 1985 war Tamir Vorsitzender einer Delegation, die sich um die Freilassung Kriegsgefangener des Libanonkrieges 1982 bemühte.

## Quelle
- Shmuel Tamir auf der Webseite der Knesset (englisch)
- Shmuel Tamir, Israeli Lawyer and Ex-Justice Minister, dies. Nachruf. In: New York Times. 30. Juni 1987.